# Jef Van Der Linden
Joseph "Jef" Victor Marie Van Der Linden (ur. 2 listopada 1927 w Antwerpii  – zm. 8 maja 2008) – belgijski piłkarz grający na pozycji obrońcy.

## Kariera klubowa
W swojej karierze piłkarskiej Van Der Linden grał w klubie Royal Antwerp FC, w którym grał w latach 1946–1957. W sezonie 1954/1955 zdobył z nim Puchar Belgii, a w sezonie 1956/1957 wywalczył mistrzostwo Belgii. W sezonie 1957/1958 grał w K. Lyra.

## Kariera reprezentacyjna
W 1954 roku Van Der Linden został powołany do kadry Belgii na mistrzostwa świata w Szwajcarii. Na nich był rezerwowym zawodnikiem. W kadrze narodowej ostatecznie nie zadebiutował.